# Royal Football Club de Liège Athlétisme
Dernière mise à jour : 15 novembre 2022.
La section athlétisme du Royal Football Club de Liège est un club d'athlétisme basé à Liège. Il est le club le plus titré de l’athlétisme belge. Il compte environ 800 membres actifs et constitue ainsi, en nombre, le deuxième club de la Fédération Wallonie-Bruxelles.
Ses meilleurs représentants sont actuellement Nafissatou Thiam, Nora Thiry et Elsa Loureiro chez les dames, François Grailet, Lucas Da Silva et Soufiane Bouchikhi chez les hommes.
Le RFCL Athlétisme compte plusieurs sous-sections : les Road Runners (pour le jogging), l'Athletic Club Visé (basé dans la localité de Visé) et Oupeye Athlétisme (basé dans la localité d'Oupeye).
La section principale évolue au Province Naimette Arena, soit au même endroit que la section rugby de l'Old club wallon.
Chaque année en juillet, le RFCL Athlétisme, la province de Liège et la société Golazo organisent le Meeting International de la Province de Liège qui rencontre un vif succès avec plus de 6.000 spectateurs.

## Histoire
- 1922: Fondation de la section Athlétisme, le RFCL Athlétisme, la troisième section du Football Club Liégeois.
- 1975: Organisation de la première édition de la Coupe d'Europe des clubs champions d'athlétisme par le club, sur le stade du complexe sportif universitaire du Sart Tilman.
- 2001: Création du Meeting International de la Province de Liège[2].

## Médaillés

### Jeux olympiques
- Médaille d'or 
  - Nafissatou Thiam: Heptathlon aux Jeux olympiques d'été de 2016 à Rio de Janeiro, Brésil
  - Nafissatou Thiam: Heptathlon aux Jeux olympiques d'été de 2020 à Tokyo, Japon
  - Nafissatou Thiam: Heptathlon aux Jeux olympiques d'été de 2024 à Paris, France
- Médaille d'argent 
  - Karel Lismont: Marathon aux Jeux olympiques d'été de 1972 à Munich, Allemagne[3]
- Médaille de bronze
  - Karel Lismont Marathon aux Jeux olympiques d'été de 1976 à Montréal, Canada[3]

### Championnats du monde
- Médaille d'or
  - Nafissatou Thiam: Heptathlon aux Championnats du monde d'athlétisme 2022 à Eugene, États-Unis
  - Nafissatou Thiam: Heptathlon aux Championnats du monde d'athlétisme 2017 à Londres, Royaume-Uni
  - Leon Schots: Cross long aux Championnats du monde de cross-country 1977 à Düsseldorf, Allemagne
  - Leon Schots: Cross par équipe aux Championnats du monde de cross-country 1977 à Düsseldorf, Allemagne
  - Mohammed Mourhit: Cross long aux Championnats du monde de cross-country 2000 à Vilamoura, Portugal[4]
  - Mohammed Mourhit: Cross long aux Championnats du monde de cross-country 2001 à Ostende, Belgique[4]
- Médaille d'argent
  - Mohammed Mourhit: 3 000 m aux Championnats du monde d'athlétisme en salle 2001 à Lisbonne, Portugal
  - Antoine Gillet: 4 × 400 m aux Championnats du monde d'athlétisme en salle 2010 à Doha, Qatar
  - Nafissatou Tiam: Heptathlon aux Championnats du monde d'athlétisme 2019 à Doha, Qatar
- Médaille de bronze
  - Karel Lismont: Cross long aux Championnats du monde de cross-country 1978 à Glasgow, Écosse[4]
  - Alex Hagelsteens: Cross par équipes aux Championnats du monde de cross-country 1980 à Paris, France[4]
  - Sandrine Hennart: Saut en longueur aux Championnats du monde juniors d'athlétisme 1990 à Plovdiv, Bulgarie
  - Mohammed Mourhit: 5 000 m aux Championnats du monde d'athlétisme 1999 à Séville, Espagne[4]

### Championnats d'Europe
- Médaille d'or
  - Karel Lismont: Marathon aux Championnats d'Europe d'athlétisme 1971 à Helsinki, en Finlande[3]
  - Antoine Gillet: 4 x 400 m aux Championnats d'Europe d'athlétisme 2012 à Helsinki, Finlande
  - Nafissatou Thiam: Hauteur aux Championnats d'Europe d'athlétisme par équipes 2013 à Dublin, Irlande
  - Nafissatou Thiam: Heptathlon aux Championnats d'Europe juniors d'athlétisme 2013 à Rieti, Italie
  - Nafissatou Thiam: Pentathlon aux Championnats d'Europe d'athlétisme en salle 2017 à Belgrade, Serbie
  - Nafissatou Thiam: Heptathlon aux Championnats d'Europe d'athlétisme 2018 à Berlin, Allemagne
  - Nafissatou Thiam: Pentathlon aux Championnats d'Europe d'athlétisme en salle 2021 à Toruń, Pologne
- Médaille d'argent
  - Mohammed Mourhit: Crosse long aux Championnats d'Europe de cross-country 1998 à Ferrare, Italie
  - Nafissatou Thiam: Pentathlon aux Championnats d'Europe d'athlétisme en salle 2015 à Prague, République tchèque
  - Nafissatou Thiam: Saut en hauteur aux Championnats d'Europe espoirs d'athlétisme 2015 à Tallinn, Estonie
- Médaille de bronze
  - Karel Lismont: Marathon aux Championnats d'Europe d'athlétisme 1978 à Prague, Tchécoslovaquie[3]
  - Karel Lismont: Marathon aux Championnats d'Europe d'athlétisme 1982 à Athènes, Grèce[3]
  - François Gourmet: 4 x 100 m aux Championnats d'Europe espoirs d'athlétisme 2003 à Bydgoszcz, Pologne
  - Antoine Gillet: 4 x 400 m aux Championnats d'Europe d'athlétisme en salle 2011 à Paris, France
  - Nafissatou Thiam: Heptathlon aux Championnats d'Europe d'athlétisme 2014 à Zurich, Suisse

### Jeux de la Francophonie
- Médaille d'or
  - Antoine Gillet: 4 x 100 m aux Jeux de la Francophonie 2013 à Nice, France
- Médaille d'argent
  - Jean-Paul Bruwier: 400 m aux Jeux de la Francophonie 1997 à Antananarivo, Madagascar
  - François Gourmet: décathlon aux Jeux de la Francophonie 2009 à Beyrouth, Liban

## Distinctions

### Palmarès
Interclubs
| Hommes | Femmes                                                                 |
| - Championnat de Belgique interclubs (31): 1958, 1959, 1960, 1961, 1962, 1964, 1965, 1968, 1969, 1970, 1971, 1972, 1973, 1974, 1975, 1976, 1977, 1978, 1979, 1980, 1981, 1982, 1995, 1996, 1999, 2000, 2001, 2007, 2008, 2009, 2010 | - Championnat de Belgique interclubs (5): 1963, 1994, 1995, 1996, 1997 |

### Trophées individuels
Spike d'or
| Hommes | Femmes |
| - 1997 Mohammed Mourhit - 1999 Mohammed Mourhit - 2000 Mohammed Mourhit - 2001 Mohammed Mourhit - 2005 François Gourmet | - 2013 Nafissatou Thiam - 2014 Nafissatou Thiam - 2015 Nafissatou Thiam - 2016 Nafissatou Thiam - 2017 Nafissatou Thiam - 2018 Nafissatou Thiam - 2019 Nafissatou Thiam - 2021 Nafissatou Thiam - 2022 Nafissatou Thiam |

## Personnalités

### Présidents
- Robert Servais[5]
- Dieudonné Guthy[5]
- Raymond Demonceau
- Henri Salavarda
- Georges Mouton
- Pol Forthomme
- Alain Decors
- Brigitte Warin

### Sportifs
- Karel Lismont[3]
- Nafissatou Thiam
- Mohammed Mourhit[4]
- Willy Polleunis
- François Gourmet
- Antoine Gillet
- Jean-Paul Bruwier
- Alex Hagelsteens
- Ann Maenhout (nl)
- Sandrine Hennart
- Leon Schots
- Paul Roekaerts
- Roger Lespagnard